# Johannes Touront
Johannes Touront (ook wel Johannes Tauranth, Johannes Tourout, Johannes Tonrroutt, Johannes Tourot, Johannes Toront, Johannes Thauranth, Johannes Thourot) (voor circa 1450-1480) was een Zuid-Nederlands componist uit de 15e eeuw. Zijn naam verwijst vermoedelijk naar zijn geboorte in de omgeving van de stad Torhout nabij Brugge.
Volgens het Geïllustreerd muzieklexicon uit 1939 werd hij van circa 1450 tot 1480 bekend als contrapuntist; hij wordt daarin gezien als tijd- en stijlgenoot van Johannes Ockeghem en Johannes Regis. Zijn werk komt (deels) voor in Denkmäler der Tonkunst in Österreich. De Algemene muziek encyclopedie omschrijft hem enkele decennia later als voornamelijk bekend staand als Bohemer, doch noteert ook dat dat (nog) een veronderstelling is.
Eerst in het begin van de 21e eeuw kon iets meer duidelijkheid over Touront gevonden worden. In de archieven van Vaticaanstad vond men in 2022 zijn naam terug in een pauselijk document van 3 juli 1460. Hierin wordt vermeld dat hij afkomstig zou zijn uit Doornik alwaar hij geestelijke was. Hij komt ook als hofzanger in de boeken voor van Keizer Frederik III (1415-1493), die een periode heerste over het Aartshertogdom Oostenrijk beneden de Enns, de Enns is een zijrivier van de Donau. Ook werden in die werden 21e eeuw enkele composities teruggevonden in de manuscripten 88 en 89 van Trienter Codices, het Schedelsches Liederbuch en de Codex Speciálnik. Die werken wijzen op een compositiestijl uit Vlaanderen en de naburige Franse streken.
De Algemene muziek encyclopedie noemde de volgende werken: vierstemmig Missa Monyel, driestemmig Missa Sina Nomine, driestemmig Magnificat sexti toni en negen motetten. Het Hilliard Ensemble heeft voor ECM Records die Code Speciálnik rond 1995 vastgelegd, dus ook de werk van Touront.